# Glad brandnetelkevertje
Het glad brandnetelkevertje (Brachypterus glaber) is een keversoort uit de familie bastaardglanskevers (Kateretidae). De wetenschappelijke naam van de soort werd in 1834 gepubliceerd door Edward Newman.